# Acidiostigma bimaculata
Acidiostigma bimaculata är en tvåvingeart som beskrevs av Wang 1996. Acidiostigma bimaculata ingår i släktet Acidiostigma och familjen borrflugor. Inga underarter finns listade i Catalogue of Life.